# Mecysmauchenius gertschi
Espèce
Mecysmauchenius gertschi est une espèce d'araignées aranéomorphes de la famille des Mecysmaucheniidae.

## Distribution
Cette espèce se rencontre au Chili dans les régions de Santiago et de Coquimbo et en Argentine au lac Moquehue dans la province de Neuquén,,.

## Étymologie
Cette espèce est nommée en l'honneur de Willis John Gertsch.

## Publication originale
- Zapfe, 1960 : Un nuevo Archaeidae: Mecysmauchenius gertschi n. sp. Investigaciones Zoológicas Chilenas, vol. 6, p. 9-14.